# Dirk Flentrop
Dirk Andries Flentrop (Zaandam, 1 mei 1910 – Santpoort, 30 november 2003) was een Nederlands orgelbouwer.
Flentrop was de zoon van de oprichter van het Zaandamse orgelbouwbedrijf Flentrop Orgelbouw. Dit bedrijf, dat over de hele wereld bekend is, is actief in Europa, de Verenigde Staten en Zuid-Amerika en verkoopt tegenwoordig ook orgels aan Taiwan en Japan.
Als onderscheiding voor zijn verdiensten kreeg Flentrop in 1968 een eredoctoraat in de musicologie aan het Amerikaanse Oberlin College, Ohio voor zijn "[pionierswerk in] de herleving van de klassieke orgelbouw". Later kreeg hij nogmaals een eredoctoraat, nu van de Duke University in North Carolina. In 1982 werd hij in Amerika geëerd met een boek over het werk dat hij daar heeft verricht.
Flentrop overleed op 93-jarige leeftijd in zijn woonplaats Santpoort.
Adema · Gebroeders Van der Aa · Jacobus Armbrost · Bakker & Timmenga · Johann Bätz · Jonathan Bätz · Joseph Binvignat · Sander Booij · Martin Butter · Van Dam · Matthijs van Deventer · Geert Pieters Dik · Johannes Duyschot · Roelof Barentszn Duyschot · Bernhardt Edskes · Marten Eertman · Gerardus Elberink · Elbertse · Antoon van Elen · Flentrop · Dirk Flentrop · Heinrich Hermann Freytag · Rudolf Garrels · Justus Geerkens · Pieter Geerkens · Gradussen · Albertus van Gruisen · Willem van Gruisen · Nicolaas van Hagen · Willem Hardorff · Hendrik Hermanus Hess · Jan van den Heuvel · Jan Adolf Hillebrand · Albertus Antoni Hinsz · Bernard Petrus van Hirtum · Nicolaas van Hirtum · Cornelis Hoornbeek · Klop Orgels & Klavecimbels · Hermanus Knipscheer · Johan Frederik Kruse · Ernst Leeflang · Lohman · Jan van Loo · Michaël Maarschalkerweerd · Pieter Maarschalkerweerd · Abraham Meere · Roelf Meijer · Michaël Mercator · Carl Friedrich August Naber · Familie Niehoff · Cornelis van Oeckelen · Petrus van Oeckelen · Detlef Onderhorst · Pels & Van Leeuwen · Pereboom & Leijser · Elbert Pluer · Radersma · Joachim Reichner  · Reil · Cornelis Rogier · Mense Ruiter · Conradus Ruprecht II · Hans Wolff Schonat · Franciscus Cornelius Smits · Frans Casper Snitger · Johannes Stephanus Strümphler · Johannes Wilhelmus Timpe · Valckx & Van Kouteren · Kam & Van der Meulen · Henk Veeningen · Matthijs Verhofstadt · Vermeulen · Verschueren · Johannes Vollebregt · Jacobus Vollebregt · Van Vulpen · Christian Gottlieb Friedrich Witte · Johan Frederik Witte · Lodewijk Ypma · Jacobus Zeemans
Zuid-Nederlands orgelbouwer (voor 1830)